# Muravka (Bélgorod)
|  | Per a altres significats, vegeu «Muravka». |

Muravka - Муравка (rus) - és un poble (un khútor) de l'óblast de Bélgorod, a Rússia. El 2016 tenia 64 habitants. Pertany al districte (raion) de Gubkin.